# Shokichi Sato
Shokichi Sato (Aomori, 9 april 1971) is een voormalig Japans voetballer.

## Carrière
Shokichi Sato speelde tussen 1990 en 1999 voor NKK, Sheffield United, Kyoto Purple Sanga en Omiya Ardija.